# Moustoir-Remungol
Moustoir-Remungol (bretonisch: Moustoer-Remengol) ist eine Ortschaft und eine ehemalige französische Gemeinde mit 712 Einwohnern (Stand: 1. Januar 2022) im Département Morbihan in der Region Bretagne. Sie gehörte zum Arrondissement Pontivy und zum Kanton Locminé.
Mit Wirkung vom 1. Januar 2016 wurde Moustoir-Remungol mit den früheren Gemeinden Naizin und Remungol zu einer Commune nouvelle mit dem Namen Évellys zusammengelegt und hat in der neuen Gemeinde den Status einer Commune déléguée. Der Verwaltungssitz der Gemeinde befindet sich im Ort Naizin.

## Geographie
Moustoir-Remungol liegt im südlichen Teil des Zentrums der Bretagne und gehört zum Pays de Pontivy. Der nächste Anschluss an die überregionale Straßenverbindung N 24 ist rund zehn Kilometer südlich des Orts.
Die wichtigsten Gewässer sind die Bäche Coëthuan und Kergouët. Es gibt zudem einige kleine Teiche. Nur geringe Flächen in der Umgebung sind bewaldet.
Nachbarorte sind Noyal-Pontivy im Norden, Naizin im Osten, Remungol im Süden, Pluméliau-Bieuzy im Westen sowie Saint-Thuriau im Nordwesten.

## Bevölkerungsentwicklung
| Jahr      | 1962 | 1968 | 1975 | 1982 | 1990 | 1999 | 2006 | 2011 | 2013 |
| Einwohner | 902  | 844  | 725  | 646  | 617  | 634  | 611  | 649  | 671  |

## Geschichte
Der Name Moustoir bedeutet Kloster. Über dieses Kloster gibt es allerdings keine schriftlichen Zeugnisse. Die Gemeinde gehörte von 1793 bis 1801 zum Kanton Pluméliau. Danach war sie dem Kanton Locminé zugeordnet. Die Gemeinde gehörte historisch zur bretonischen Region Bro-Gwened (frz. Vannetais) und innerhalb dieser Region zum Gebiet Bro Baod (frz. Pays de Baud) und teilt dessen Geschichte.

## Sehenswürdigkeiten
- Dorfzentrum, genannt Le Bourg

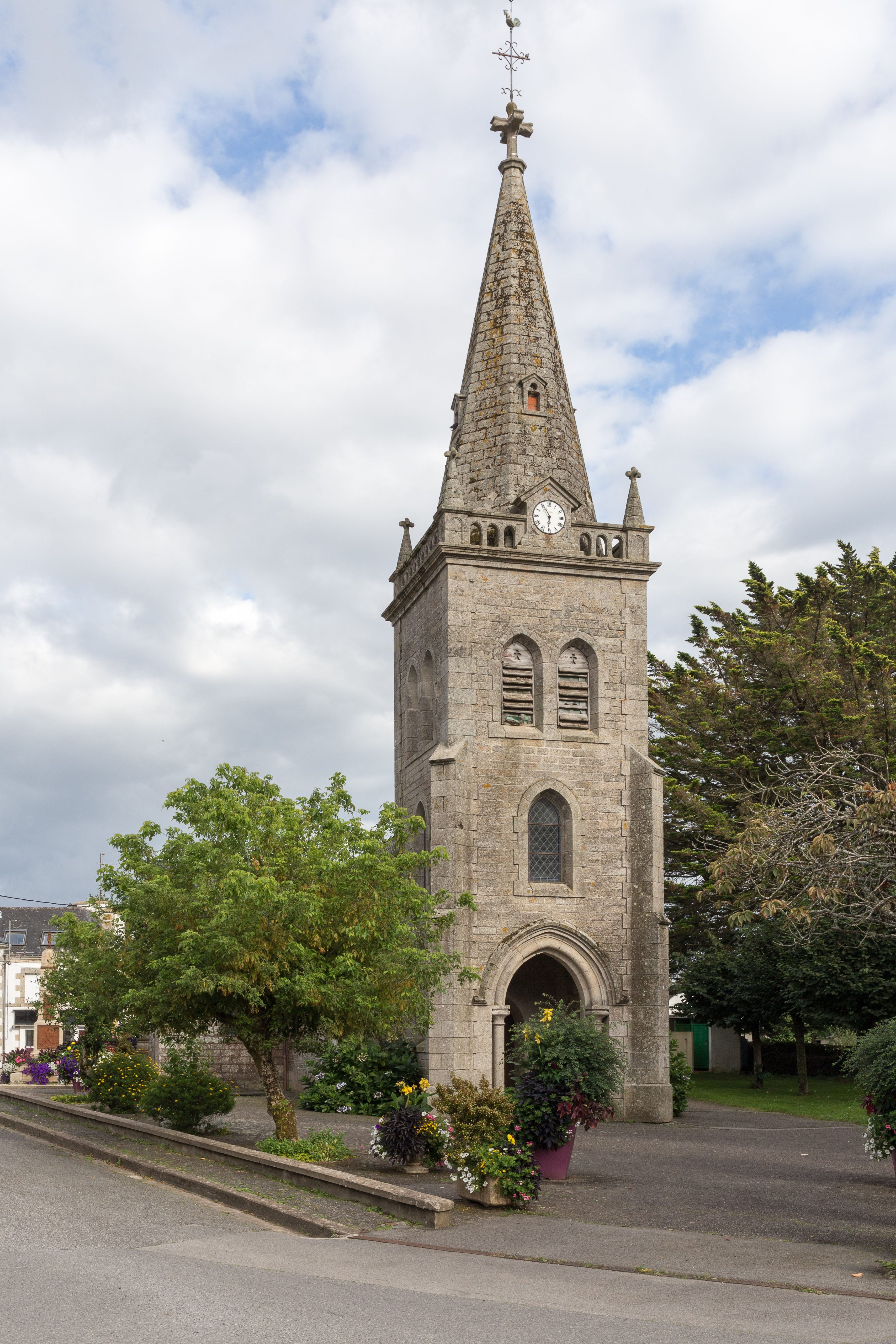
Kirche Saint-Gorgon

- Kirche Saint-Gorgon aus dem 17. Jahrhundert mit Brunnen (aus dem Jahr 1767;1926 umplatziert)
- Kapelle Notre-Dame-des-Fleurs in Moric aus den Jahren 1490–1500
- Kapelle Sacré-Cœur (auch Saint-Sauveur) aus dem Jahr 1890 in Kermaux
- Beinhaus auf dem Friedhof
- Kalvarienberg in Talhouet aus dem 17. Jahrhundert
- Wassermühle von Kergouet